# ADV Ocean Shield
ADV Ocean Shield je oceánské podpůrné plavidlo Australského královského námořnictva. Hlavním úkolem plavidla je nasazení při humanitárních misích a živelních pohromách, což je role, kterou plavidlo bude plnit až do zařazení nových vrtulníkových výsadkových lodí třídy Canberra. Po zařazení plavidel třídy Canberra bude Ocean Shield převedena k celní a pohraniční stráži, kde již slouží její sesterská loď ACV Ocean Protector.
Ocean Shield operuje s civilní posádkou, a proto nese označení ADV (Australian Defence Vessel) a nikoliv HMAS, které je obvyklé pro australské válečné lodě s vojenskou posádkou.

## Stavba
Plavidlo postavila loděnice STX OSV na objednávku organizace DOF Subsea. V té době loď nesla jméno MSV Skandi Bergen. V březnu 2012 plavidlo zakoupilo australské námořnictvo, které tak chtělo zmírnit problémy s nedostatkem moderních výsadkových lodí. Dne 28. června 2012 loď připlula na australskou námořní základnu HMAS Stirling.

## Konstrukce
Plavidlo je vybaveno dálkově ovládanou ponorkou Bluefin-21. Na přídi, nad můstkem, se nachází přistávací plocha pro vrtulník.

## Operační služba
V březnu 2014 se Ocean Shield zapojil do pátrání po zmizelém letadle Malaysia Airlines 370.